# Štiptoň
Štiptoň (německy Winau) je malá vesnice, část města Nové Hrady v okrese České Budějovice v Jihočeském kraji. Nachází se asi 1,5 kilometru severovýchodně od Nových Hradů. Prochází zde silnice II/154. Protéká zde i řeka Stropnice. Štiptoň je také název katastrálního území o rozloze 5,83 km². V katastrálním území leží přírodní památka Sokolí hnízdo a bažantnice. Ve vsi se nachází prostá kaplička z konce 19. století.

## Historie
První písemná zmínka o Štiptoni pochází z roku 1359, kdy Vítek z Landštejna vesnici s jinými okolními sídly prodal Rožmberkům. Název byl odvozen nejspíš od slovesa štípati. Další zmínky pocházejí z let 1362 (Scypyn), 1379 (Sziptim) a 1390 (Sciptun). V roce 1379 byla Štiptoň již větší vesnicí, pracoval zde mlýn zrenovovaný roku 1860. Roku 1496 daroval Petr z Rožmberka zdejší dvůr novohradským měšťanům a zároveň jim povolil zbudování tří rybníků. Rybníky pak byly zbudovány a staly se prvními vodohospodářskými stavbami novohradské rybniční sítě, kterou později dokončili Josef Štěpánek Netolický a Jakub Krčín. V roce 1602 postoupili Novohradští dvůr zvaný Mauritzenhof (Maurizhof, Mořický) s rybníky rožmberskému vladaři Petru Vokovi z Rožmberka, roku 1623 ho hraběnka Marie Magdalena Buquoyová prodala Paulu Wittingauerovi von Preitenberg. Od roku 1637 byl opět v panských rukách, mezi lety 1680–1697 ho užíval měšťanský špitál, aby vzápětí opět patřil vrchnosti. Ves odváděla[kdy?] kromě jiných dávek vrchnosti na penězích patnáct kop a padesát grošů a čtyři denáry ročně. Štiptoň bývala sídlem rychtáře až do roku 1849. V letech 1938 až 1945 byla Štiptoň v důsledku uzavření Mnichovské dohody přičleněna k nacistickému Německu.
V místě delší dobu pracovala cihelna a bydlel zde panský fišmistr (porybný).

## Obyvatelstvo
| Rok            | 1869 | 1880 | 1890 | 1900 | 1910 | 1921 | 1930 | 1950 | 1961 | 1970 | 1980 | 1991 | 2001 | 2011 | 2021 |
| -------------- | ---- | ---- | ---- | ---- | ---- | ---- | ---- | ---- | ---- | ---- | ---- | ---- | ---- | ---- | ---- |
| Počet obyvatel | 526  | 502  | 516  | 537  | 463  | 413  | 379  | 217  | 231  | 125  | 60   | 31   | 24   | 42   | 72   |
| Počet domů     | 70   | 75   | 68   | 67   | 71   | 71   | 71   | 54   | 54   | 34   | 24   | 17   | 40   | 44   | 46   |

## Obecní správa
Při sčítání lidu v letech 1850–1875 Štiptoň byla osadou obce Byňov v okrese Kaplice. V letech 1875–1960 byla samostatnou obcí, se kterým patřila nejprve do okresu Kaplice, ale v roce 1950 v okrese Trhové Sviny a od roku 1960 v okrese České Budějovice. Od 12. června 1960 je částí města Nové Hrady v okrese České Budějovice.

## Galerie

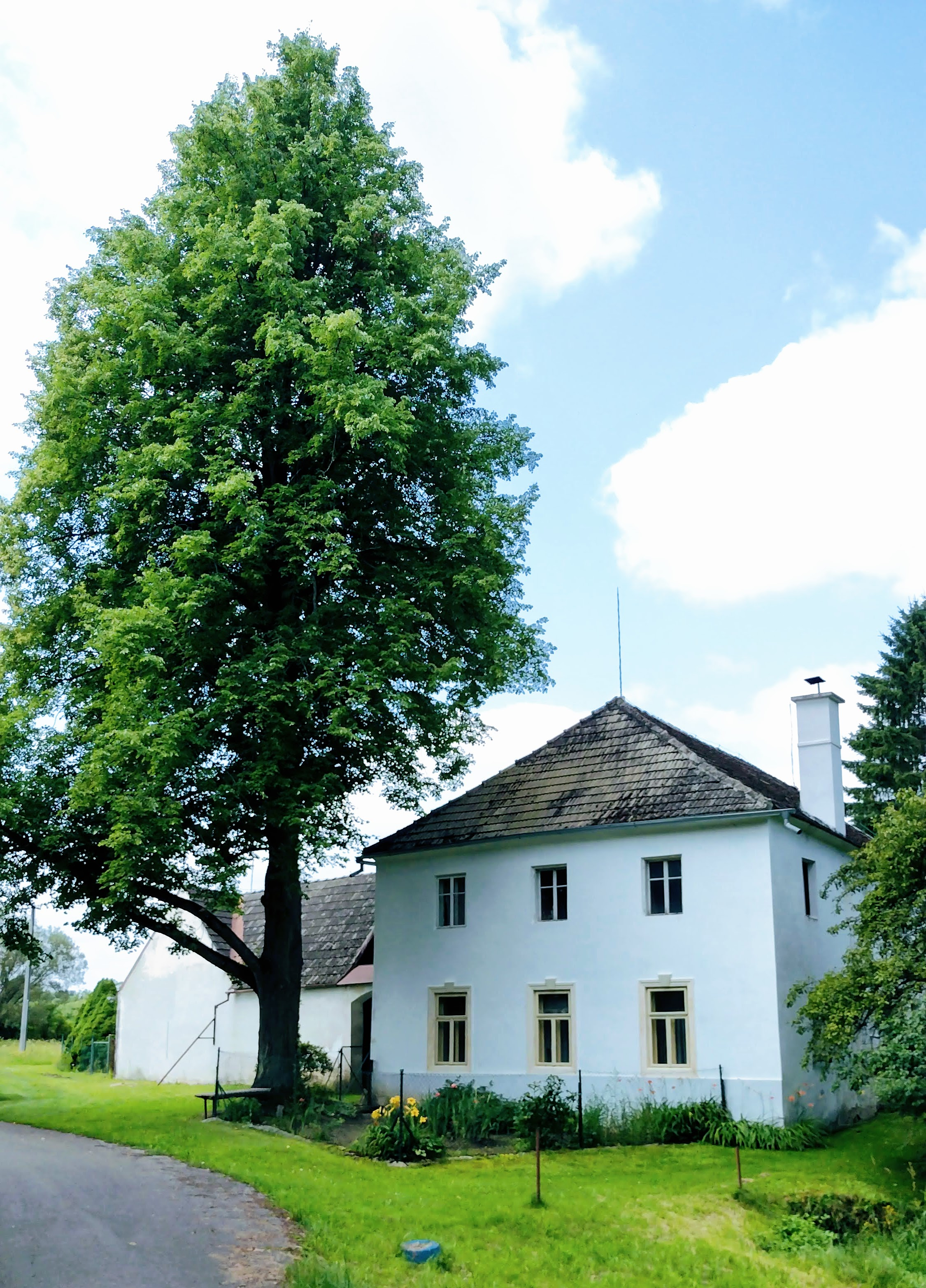
Bývalý štiptoňský mlýn (čp. 57)